# El Bosque (Uruguai)
El Bosque és un balneari del sud de l'Uruguai, ubicat al departament de Canelones. Forma part de la Ciudad de la Costa des de 1994. Té una superfície de 0,33 km².

## Geografia
El balneari s'ubica al sud del departament de Canelones, en una zona limítrofa amb Montevideo, al sector 37. Al sud limita amb el Riu de la Plata, al sud-oest amb Lagomar, i al nord-est amb Solymar.

## Infraestructura
El Bosque es troba al sud de la Ruta Interbalneària, al costat de Solymar.

## Població
D'acord amb les dades del cens de 2004, tenia una població aproximada de 941 habitants.
| Any  | Població |
| ---- | -------- |
| 1963 | 87       |
| 1975 | 302      |
| 1985 | 519      |
| 1996 | 888      |
| 2004 | 941      |

Font: Institut Nacional d'Estadística de l'Uruguai (INE)

## Mapa

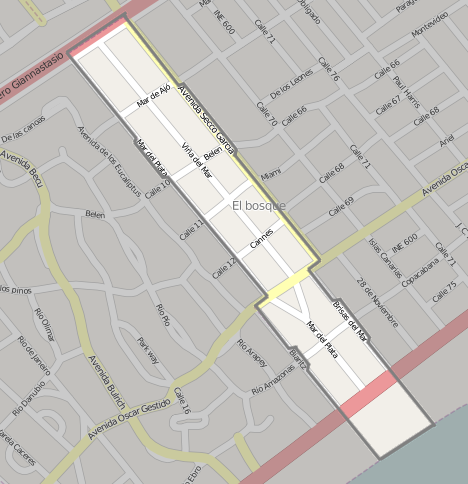
Mapa amb els carrers principals d'El Bosque.